# ルサール
- ルスアル
- ルサル

ルサール（ロシア語: РУСАЛ ルサール）ことロシア・アルミニウム（ロシア語: Русский алюминий ルースキイ・アルミーニイ）は、ロシアの世界的なアルミニウム製造メーカー。2010年度のアルミニウム生産量は408万3000トン（2009年は390万トン）、酸化アルミニウム生産量は784万トン（2009年は730万トン）で、カナダのリオ・ティント・アルキャンに次いで世界第2位の生産量であった。（第3位はアメリカのアルコア社。）なお登記上の本社を租税回避地として知られるイギリス王室属領ジャージーに置いている。
社名について、日本では「ルスアル」「ルサル」とも表記されているが、原語発音により近いのは「ルサール」である。

## 主力製品・事業
- アルミニウム圧延

## 主要事業所
ルサールは5大陸19カ国に事業所を持ち、主要な工場がロシア、ウクライナ、アルメニア、ギニア、ナイジェリア、ガイアナ、オーストラリア、イタリア、スウェーデンなどにある。

## 沿革
- 2000年3月30日 - プーチン政権と親密な関係にあるとされるオレグ・デリパスカらがアルミ精錬所や原料のボーキサイトを産出する鉱山を統合して創業した。
- 2006年 - アルミ製造ロシア第2位のスアール（СУАЛ）と、スイスの商社グレンコア（Glencore）のアルミニウム部門を約300億ドルで買収し、米国のアルコア（約355万トン）を抜いて世界最大のアルミメーカーに躍り出ることとなる（出資比率はルサールが64.5%、スアールが21.5%、グレンコアが14%）。
- 2010年 - ロシア企業初で香港上場[2]。上場時の公募価格は10．8香港ドルであった。
- 2018年 - 2016年アメリカ合衆国大統領選挙におけるロシアの干渉を理由とするアメリカ政府の対ロシア経済制裁の対象となる[3]が、翌19年1月に解除。
- 2022年 - 2月にロシアが開始したウクライナ侵攻にはロシア企業が軒並み沈黙する中で批判的な立場で、デリパスカ自身が早い段階で侵略行為の早期終結を訴えたほか[4]、ルサールもまたブチャの虐殺について徹底的な調査と実行犯の厳罰を求めている[5]。

## 主要関係会社
- ノリリスク・ニッケル - 世界最大手のニッケル生産メーカー。2011年3月時点、ルサールはノリリスク・ニッケル株の25％を保有している[6]。